# La Colorada
La Colorada est une commune située dans le district de Los Santos dans la province panaméenne de Los Santos. En 2010, elle avait une population de 1 030 habitants et une densité de population de 49,8 habitants par km².

## Toponymie ou gentilé
Du latin colorātus, de colorāre 'colorar signifiant « rouge ». Dans ce cas, il tire son nom de la couleur rougeâtre de ses terres

## Géographie physique
La Colorada est située aux coordonnées 7.8276°N 80.5583°W. Selon les données de l'INEC, le lieu possède une superficie de 20,7 km².

## Données démographiques
Selon le recensement de 2010, la commune avait une population d'environ 1 030 habitants. La densité de population était de 49,8 habitants par km².